# Mega Channel
Mega Channel, más conocido como Mega, es un canal de televisión griego. Su primera emisión tuvo lugar el 20 de noviembre de 1989 y fue la primera televisión griega de titularidad privada del país.
Con una programación generalista basada en entretenimiento, novelas, informativos y espectáculos, Mega es la televisión con más audiencia de Grecia. Además, cuenta desde 2000 con un canal internacional llamado Mega Cosmos.

## Historia
En 1989, el primer ministro griego Tzannis Tzannetakis liberalizó el mercado de televisión, permitiendo la entrada de operadores privados que rompieran el monopolio del grupo público ERT. Ese mismo año, un grupo de editores unió fuerzas para optar a una concesión estatal bajo una compañía común, de nombre "Teletypos SA".
Mega se puso en marcha el 20 de noviembre, siendo el primer canal privado del país en emitir. Durante ese tiempo apostó por una programación generalista, y sus mayores éxitos fueron los dramas y novelas de producción propia. Desde 2005, Mega es líder en audiencias al imponerse a la también privada ANT1, emisora con la que compite por el liderazgo desde su creación.
El principal accionista de Mega es el grupo editorial Pegaso, de la familia Babolas, que ostenta el 28% de los títulos. Junto a él se encuentra el conglomerado de prensa Lamprakis, fundado por el empresario Christos Lambrakis, que tiene el 22% de las acciones.
Desde 2016, Mega Channel atraviesa una grave situación financiera debido a la crisis del mercado publicitario durante la depresión griega. El canal no ha podido presentarse a la renovación de concesiones de televisión en abierto, y se desconoce su futuro.
El 28 de octubre de 2018, el canal cesó sus emisiones en señal abierta, aunque continúa actualmente en el sistema de televisión por cable y satélite hasta conseguir nuevos inversionistas y una reestructuración de la deuda. El 17 de febrero de 2020 el grupo Alter Ego, propiedad de Evangelos Marinakis, se hizo con el control del canal y anunció su relanzamiento.

## Programación
Las telenovelas se han convertido en un factor importante de entre la programación de Mega:
- Απαγορευμένη Αγάπη (Amor prohibido, 1998-2006).
- Για μια θέση στον ήλιο (Por un lugar cerca del sol, 1999-2002)
- Φιλοδοξίες (Ambiciones, 2002-2006).
- Βέρα στο Δεξί (Anillo en la derecha, 2004-2007)
- Μαρία η Άσχημη (María, La fea, 2006-2008, basada en la telenovela colombiana Yo soy Betty, la fea).
- Μια στιγμή, δυο ζωές (Un Momento, Dos Vidas, 2007-2009, basada en la telenovela chilena Amores de mercado).
- Λακης ο Γλυκουλης (Lakis o Glykoulis, 2008-2010, basada en la telenovela colombiana Pocholo).
- Μυστικά της Εδέμ (Secretos del Edén, 2008-2011)
- Η ζωή της άλλης (La vida de otra, 2009-2011, basada en la telenovela mexicana Querida enemiga).
- Οι Βασιλιάδες (Los Reyes, 2012-2013, basada en la telenovela argentina Los Roldán)
- Κλεμμένα Όνειρα (Sueños robados, 2011-2015).
- Μοντέρνα Οικογένεια (Familia moderna, basada en la serie estadounidense Modern Family).
- Η Πολυκατοικία (El bloque de los pisos, 2014-2015, basada en la serie española Aquí no hay quien viva).
- Κλινική Περίπτωση (Caso clínico, 2015-2016)